# 에토타마
《에토타마》(일본어: えとたま, 干支魂)는 2015년 4월부터 6월까지 TOKYO MX, 선 TV, BS11 등에서 방송된 일본의 TV 애니메이션이다. CG·VFX 제작 회사인 시로구미와, 인터넷 라디오 서비스인 온센 등을 운영하고 있는 타블리에 커뮤니케이션스가 호흡을 맞춘 오리지널 작품.

## 개요
2006년, 타블리에 커뮤니케이션스가 코스파의 신년 기획으로써 2007년의 일본 간지인 멧돼지를 모에화한 피규어 ‘우리땅(うりたん)’을 제작. 이 간지 기획을 12년 모두 계속하자며 야마켄 등이 열두 캐릭터의 캐릭터 디자인과 대략적인 설정을 생각했다. 내용은 ‘간지에 고양이가 들어갈 뻔했다는 옛날 이야기를 바탕으로 고양이가 열두 신사를 돌며 간지들을 쓰러뜨려 간지가 된다’는 것. 이 기획은 일 년만에 종료되었지만 시로구미가 관심을 보여 옛날 이야기를 바탕으로 배틀을 한다는 설정은 남기고 처음부터 기획을 다시 진행하여 2015년 4월부터의 TV 애니메이션화가 결정되었다.
시로구미와 타블리에 커뮤니케이션스가 만든 오리지널 애니메이션 작품. 영상은 2D 파트(일상 부분)과 3D 파트(액션 부분)으로 나뉘어 2D 파트는 인커리지 필름스가, 3D 파트는 시로구미가 각각 담당한다.
‘일본에서 제일 시끄러운 애니메이션’을 목표로 한다. 십이지와 한 마리의 고양이가 펼치는 ‘여자 아이×배틀×일상’의 이야기. 또한 다른 작품의 패러디 요소나 ‘A 파트’, ‘어른의 사정’이라고 하는 메타 발언도 많이 등장한다.

## 줄거리
‘에토 소녀’(えと娘)는 동물을 본뜬 귀여운 소녀의 모습을 하고 있는 신의 사자이다. 수많이 존재하는 에토 소녀 중 정상에 군림하는 12명의 멤버 ‘에토 신’(干支神)은 60년에 한 번 이루어지는 선발제 ETM 12에 의해 결정된다.
남자 고교생 아마토 타케루는 아키하바라에서 독신 생활을 시작하기로 했지만 이사 간 곳은 값이 싼 사정이 있는 것. 타케루가 방에 오자마자 갑자기 튀어 나온 건 그보다 먼저 그곳에 있던 에토 신을 목표로 하고 있는 고양이 에토 소녀 냐~땅이었다.

## 등장인물

### 메인 캐릭터
냐~땅 (にゃ～たん) 
성우 - 무라카와 리에
에토 순위 - ランク外（에토 소녀） / 수호 지방 - 없음 / 소루라루 기어 - 「냐~땅해머」
묘 (苗) (고양이 속)의 에토 소녀. 고양이 요소와 별 모양의 살아있는 머리 장식이 트레이드 마크이다. 고양이 같은 말투, 일인칭은「냐아」.
에토 신 이되는 것을 꿈꾸고 있지만, 꽤 게으르다.
필살기는「캣 건 (苗弾丸)」「네코 맛시구란 (苗真祠倶嵐)」, 「네코 쟈라시(苗謝嵐)」.
아마토 타케루 (天戸 タケル) 
성우 - 시모노 히로
아키하바라에서 혼자 생활하고있는 남자 고교생. 저렴한 임대 주택을 찾았지만, 거기에는 냐~땅과 에토 신이들에 대해서 있으며, 결과적으로 ETM12에 휘말리게되었다. 현재는 에토 소녀들과 동거하고 있다.
최종 결전에서 점장에게 지금의 에토 신은 필요하다고 말했다.

### 에토 신
츄땅 (チュウたん) 
성우 - 오하라 사야카
에토 순위 - 1위 / 수호 지방 - 미나미 칸토 지방 / 소루라루 기어 - 천무엽검「윕 소드」
자(쥐 속)의 에토 신. 신장 178cm, 체중 불명, 쓰리 사이즈: B 93/W 55/H 83, F 컵. 좋아하는 음식은 치즈. 냐~땅을 포함하여 고양이 속을 혐오하고 있다. 일단 냐~땅을 살해하고있다.
최종 결전에서 본래의 성격으로 돌아갔다.
모~땅 (モ～たん) 
성우 - 마츠이 에리코
에토 순위 - 2위 / 수호 지방 - 주부 지방（기후현 제외） / 소루라루 기어 - 이정권총「하라미」「마루쵸」 / SP - Impact Observation System
축(소 속)의 에토 신. 신장 186cm, 체중 63kg, 쓰리 사이즈: B 94/W 61/H 96, F 컵. 일인칭은 「미」.
분방하고 개방적인 성격.
필살기는「모~땅 스페셜 드라이버 (肉牛超弾丸祭)」.
시마땅 (シマたん) 
성우 - 타츠미 유이코
에토 순위 - 3위 / 수호 지방 - 긴키 지방 / 소루라루 기어 - 수갑쌍절곤「전광석화」 / SP - Lightning Speed System
인(범 속)의 에토 신. 신장 165cm, 체중 55kg, 쓰리 사이즈: B 85/W 57/H 84, C 컵.
냐~땅의 힘 및 기술의 스승이다.
우사땅 (ウサたん) 
성우 - 아이사카 유카
에토 순위 - 4위 / 수호 지방 - 호쿠리쿠 지방 / 소루라루 기어 - 이상한 시계「캐롤」 / SP - Unidentified Flying Object
묘(토끼 속)의 에토 신. 신장 164cm, 체중 45kg, 쓰리 사이즈: B 84/W 52/H 86, C 컵. 「우사땅 컴퍼니(UTC)」에서 프로듀서로 활약하고있다.
초스피드 능력의 소유자.
도라땅 (ドラたん) 
성우 - 우치다 마아야
에토 순위 - 5위 / 수호 지방 - 토산 지방 / 소루라루 기어 - 하리센「룡선파초」 / SP - Dragon Blower
진(용 속)의 에토 신. 신장 170cm, 체중 48kg, 쓰리 사이즈: B 82/W 56/H 82, C 컵.
냐~땅의 [정신력] 의 스승이다.
샤땅 (シャアたん) 
성우 - 나바타메 히토미
에토 순위 - 6위 / 수호 지방 - 주고쿠 지방 / 소루라루 기어 - 시샤 아후아（물 담배 뱀） / SP - Jammer
사(뱀 속)의 에토 신. 신장 176cm, 체중 57kg. 쓰리 사이즈: B 90/W 54/H 88, E 컵.
우마땅 (ウマたん) 
성우 - 오자와 아리
에토 순위 - 7위 / 수호 지방 - 규슈 지방 / 소루라루 기어 - 「오미쿠지 타키온」 / SP - Oracle Tachyon System
오(말 속)의 에토 신. 신장 172cm, 체중 60kg, 쓰리 사이즈: B 89/W 60/H 90, C 컵. 미코의 모습. 머리는 포니 테일. 일인칭은 「우치」. 부정적인 성격.
메이땅 (メイたん) 
성우 - 후치가미 마이
에토 순위 - 8위 / 수호 지방 - 홋카이도 / 소루라루 기어 - 「메이플 주사기」 / SP - Body Enhancement System
미(양 속)의 에토 신. 신장 160cm, 체중 48kg, 쓰리 사이즈: B 86/W 58/H 87, D 컵.
키땅 (キーたん) 
성우 - 토다 메구미
에토 순위 - 9위 / 수호 지방 - 기타칸토 지방 / 소루라루 기어 - 「대단한 막대기」 / SP - As-You-Wish Grew System
신(원숭이 속)의 에토 신. 신장 156cm, 체중 39kg, 쓰리 사이즈: B 78/W 53/H 77, B 컵. 장난을 좋아하지만 반성은 한다. 일인칭은 「아타이」. 이누땅과의 관계는 사이가 좋고 잘 함께 있는다.
피요땅 (ピヨたん) 
성우 - 사사키 미코이
에토 순위 - 10위 / 수호 지방 - 도호쿠 지방 / 소루라루 기어 - 「나의 푯말을 안내하는 라만」 / SP - Self Navigation System
유(닭 속)의 에토 신. 신장 178cm, 체중 53kg, 쓰리 사이즈: B 88/W 58/H 90, D 컵.
취미는 쇼기.
이누땅 (イヌたん) 
성우 - 혼다 마리코
에토 순위 - 11위 / 수호 지방 - 시코쿠 지방 / 소루라루 기어 - 목걸이 형 요요「완완」 / SP - Psychokinesis Control System
술(개 속)의 에토 신. 신장, 체중, 컵, 쓰리 사이즈는 불명. 키땅과의 관계는 사이가 좋고 잘 함께 있기.
우리땅 (ウリたん) 
성우 - 하나모리 유미리
에토 순위 - 12위 / 수호 지방 - 오키나와 현 / 소루라루 기어 - 「에리만토스의 멧돼지」「우리보 비트」 / SP - Supercruise
해(저 속)의 에토 신. 신장, 체중, 쓰리 사이즈는 불명. A 컵.

### 기타
점장 (店長) 
성우 - 시모즈마 요시유키
"메이드 카페 에토" 의 점장.
신 감기 바이러스 (神風邪ウイルス) 
성우 - 시모노 히로
도조 신 ({{{2}}}) 
성우 - 사카마키 미츠히로
『다카마가하라 기념 메이드 카페 에토 점장 컵』실황 역.
구멍 (アナ) 
성우 - 하나모리 유미리

## 용어
에토 소녀(えと娘)
하나님의 사자로서 사람들과 신들을 잇는 가교 역할을 존재. 총 108 명.
에토타마 (干支魂)
에토 소녀의 영혼. 소루라루의 결정체입니다.
에토 신(干支神)
에토 소녀의 정점에 선 멤버.
이티엠 트웰브 (ETM 12, E・TO・MUSUME・12)
에토 신을 결정하기위한 60년에 한번의 행사.
열두 신계 (十二神戒)
ETM 12 운영 규칙.
소루라루 (萌力)
에토 소녀이 가진 힘의 원천.
소루라루 기어 (萌力祭具)
에토 소녀이 가진 무기.
메이드 카페 에토(メイド喫茶干支)
에토 신들이 일하는 다방.
수호 지방(守護地)
다카마가하라 기념 메이드 카페 에토 점장 컵(タカマガハラ記念メイド喫茶干支店長カップ)

## 제작진
- 원작 - 시로구미 & 타블리에 커뮤니케이션스
- 원안·설정 - 호시 타카시 & 제쿠 토루
- 감독·음향 감독 - 오이자키 후미토시
- CG 감독 - 히라카와 타카미츠
- 부감독 - 스즈키 카오루
- 시리즈 구성·각본 - 아카오 데코
- 어덜트 캐릭터 원안 - 와타나베 아키오
- 프리티 캐릭터 원안 - QP:flapper
- 어덜트 캐릭터 디자인·총 작화 감독 - 코이케 사토시
- 프리티 캐릭터 디자인 - 타카하시 마미
- 플롭 디자인 - 梅澤純一, 渋谷秀
- 미술 설정 - 藤井一志
- CG 미술 설정 - 白田真人
- 미술 감독 - 田尻健一
- 색채 설계 - 츠지타 쿠니오
- 촬영 감독 - 松井伸哉
- 편집 - 사이토 아카리
- 음악 - 키쿠치 아즈사
- 음악 제작 - 포니캐년
- 프로듀서 - 井出和哉, 小原康貴, 키노시타 테쓰야, 高野信二, 코바야시 켄이치
- 애니메이션 프로듀서 - 井出和哉, 코바야시 켄이치
- 애니메이션 제작 - 시로구미 & 인커리지 필름스
- 제작 총 지휘 - 시로구미
- 제작 - 에토타마 제작 위원회 (시로구미, 타블리에 커뮤니케이션스, 포니캐년, 인커리지 필름스)

## 주제가
오프닝 테마 〈리트라이☆랑데부〉
작사·작곡 - Junky / 노래 - 냐~땅 (무라카와 리에)
엔딩 테마 〈blue moment〉
작사 - 아카오 데코 / 작곡·편곡 - Starving Trancer
노래 - 솔랄 BOB [냐~땅(제1화 ~), 모~땅(제2화 ~), 우리땅(제3화 ~), 우사땅(제4화 ~), 메이땅(제5화 ~), 시마땅(제6화 ~), 샤땅(제7화 ~), 우마땅(제8화 ~), 피요땅(제9화 ~), 키땅(제10화 ~), 이누땅(제10화 ~), 도라땅(제11화 ~), 츄땅(제12화)]

## 에피소드 목록
| 화수 | 일본어 부제 | 번역 부제 | 그림 콘티  | CG 콘티  | 연출                | CG 구성         | 작화 감독                                              | 아이 캐치 일러스트                                    |
| ---- | ----------- | --------- | ---------- | -------- | ------------------- | --------------- | ------------------------------------------------------ | ----------------------------------------------------- |
| 1    | 猫娘揚々    | 묘낭양양  | 追崎史敏   | 新井陽平 | 스즈키 카오루       | 平川孝充        | 渋谷秀                                                 | 氷野広真, 梅澤純一 高橋麻実, 시모노 히로              |
| 2    | 愛縁奇牛    | 애연기우  | 追崎史敏   | 新井陽平 | 奥野浩行 宮野聡一郎 | 카즈오카 쓰카사 | 寒川歩                                                 | すめらぎ琥珀, 津留崎優 藤枝雅, 우치다 마아야          |
| 3    | 亥突猛心    | 해돌맹심  | 古田丈司   | 新井陽平 | 政木伸一            | 平川孝充        | 熊膳貴志                                               | 宮下未紀, 松本テマリ ヒナユキウサ, 하나모리 유미리    |
| 4    | 兎目兎耳    | 토목토이  | 追崎史敏   | 天井和文 | 間島崇寛            | 카즈오카 쓰카사 | 西尾智恵                                               | 七尾奈留, なかじまゆか 氷川へきる, 아이사카 유카      |
| 5    | 滋羊強壮    | 자양강장  | 金崎貴臣   | -        | 浅見松雄            | -               | 日下岳史, 椎葉幹朗 白井順, 松尾真彦 徳倉栄一           | むうりあん, ミヤスリサ Ark Performance, 후치가미 마이 |
| 6    | 虎計三笑    | 호계삼소  | 追崎史敏   | 新井陽平 | 安藤良              | 카즈오카 쓰카사 | 渋谷秀                                                 | 桜沢いづみ, 토다 메구미 혼다 마리코, 타츠미 유이코    |
| 7    | 縁縁長蛇    | 연연장사  | 追崎史敏   | -        | 鈴木薫              | -               | 寒川歩                                                 | 士貴智志, 白井順 介錯, 나바타메 히토미                |
| 8    | 一騎当猫    | 일기당묘  | 金崎貴臣   | 新井陽平 | 高橋幸雄            | 카즈오카 쓰카사 | 佐藤陽子 서정하                                        | MATSUDA98, 에렛토 なつめえり, 오자와 아리             |
| 9    | 花鳥歩月    | 화조보월  | 川口敬一郎 | 天井和文 | 이와타 카즈야       | 카즈오카 쓰카사 | あまみりょうこ, 日下岳士 佐藤このみ, 秋山由樹子        | 米白粕, An2A しのざきあきら, 사사키 미코이            |
| 10   | 永久変態    | 영구변태  | 古田丈司   | 新井陽平 | 山地光人            | 카즈오카 쓰카사 | 石川恵理, 谷川政輝 白井順                              | 藤真拓哉, 篤見唯子 ハラカズヒロ, 마츠이 에리코        |
| 11   | 猫鼠異道    | 묘서이도  | 追崎史敏   | -        | 村田光              | -               | 小池智史, 渋谷秀 寒川歩, 朱原デーナ 梅澤純一, 追崎史敏 | なかむらたけし, カズキヨネ 高河ゆん, 오하라 사야카    |
| 12   | 干支繚乱    | 간지요란  | 追崎史敏   | 新井陽平 | 追崎史敏            | 카즈오카 쓰카사 | 小池智史, 秋山由樹子 白井順, 追崎史敏                  | 渡辺明夫, QP:flapper 小池智史, 무라카와 리에          |

## 방송사
| 방송 기간                  | 방송 시간                        | 방송사   | 대상 지역 | 비고                                    |
| -------------------------- | -------------------------------- | -------- | --------- | --------------------------------------- |
| 2015년 4월 9일 ~ 6월 25일  | 목요일 23:00 ~ 23:30             | TOKYO MX | 도쿄도    | 2015년 10월からの再放送はエムキャス対応 |
| 2015년 4월 11일 ~ 6월 27일 | 토요일 22:00 ~ 22:30             | 선 TV    | 兵庫県    |                                         |
| 2015년 4월 13일 ~ 6월 29일 | 월요일 1:00 ~ 1:30 (일요일 심야) | BS11     | 일본 전역 | BS방송 / 『ANIME+』枠                   |
| 2015년 4월 15일 ~ 7월 1일  | 수요일 0:00 ~ 0:30 (화요일 심야) | AT-X     | 일본 전역 | CS방송 / 재방송 있음                    |

| 전송 기간                  | 업데이트 시간                      | 전송 웹사이트   | 비고                        |
| -------------------------- | ---------------------------------- | --------------- | --------------------------- |
| 2015년 4월 10일 ~ 6월 26일 | 금요일 업데이트                    | dアニメストア   |                             |
| 2015년 4월 12일 ~ 6월 28일 | 일요일 0:00 (토요일 심야) 업데이트 | 니코니코 채널   | 유료                        |
| 2015년 4월 12일 ~ 6월 28일 | 일요일 0:00 (토요일 심야) 업데이트 | 반다이 채널     | 유료. 有料会員は全話見放題. |
| 2015년 4월 13일 ~ 6월 29일 | 월요일 23:00 ~ 23:30               | 니코니코 생방송 | 캐스트에 의한 코멘트 실황   |
| 2015년 4월 13일 ~ 6월 29일 | 월요일 23:00 업데이트              | GYAO!           | 유료                        |

## 쇼트 에피소드
DVD & Blu-ray 제2~5권에 수록된 영상 특전.
| 수록권 | 화수                          | 부제목              | 각본        | 콘티              | 연출     | 작화 감독  |
| ------ | ----------------------------- | ------------------- | ----------- | ----------------- | -------- | ---------- |
| 제2권  | TV 미공개 쇼트 에피소드 제1화 | 여언만어 (女言万語) | 아카오 데코 | 오이자키 후미토시 | 高橋正典 | 渋谷秀     |
| 제3권  | TV 미공개 쇼트 에피소드 제2화 | 신라만상 (神裸万象) | 아카오 데코 | 오이자키 후미토시 | 高橋正典 | 寒川歩     |
| 제4권  | TV 미공개 쇼트 에피소드 제3화 | 새옹지묘 (塞翁が猫) | 아카오 데코 | 오이자키 후미토시 | 高橋正典 | 寒川歩     |
| 제4권  | TV 미공개 쇼트 에피소드 제4화 | 미사미애 (未思未愛) | 아카오 데코 | 오이자키 후미토시 | 高橋正典 | 朱原ディナ |
| 제5권  | TV 미공개 쇼트 에피소드 제5화 | 죽혈지우 (竹穴之友) | 아카오 데코 | 오이자키 후미토시 | 高橋正典 | 木藤貴之   |
| 제5권  | TV 미공개 쇼트 에피소드 제6화 | 우렬교사 (牛烈教師) | 아카오 데코 | 오이자키 후미토시 | 高橋正典 | 木藤貴之   |

## BD / DVD
방송이 선행되고 애니메이션 제작이 진행되는 중에 제1권이 TV 애니메이션 제2화 방송 전날인 2015년 4월 15일에 발매. 그 뒤에도 마지막 권(제6권)까지 매주 발매하고, 방송 종료와 같은 시기에 릴리스도 마친다는 이례적인 일정을 발표하였다. 제5권 이후부터는 제작 일정 관계로 당초 발매 예정일보다 늦어지고 있다.
| 권수  | 발매일          | 수록 에피소드   | 규격 품번  | 규격 품번  |
| 권수  | 발매일          | 수록 에피소드   | BD         | DVD        |
| ----- | --------------- | --------------- | ---------- | ---------- |
| 제1권 | 2015년 4월 15일 | 제1화 ~ 제2화   | PCXG-50471 | PCBG-52701 |
| 제2권 | 2015년 5월 13일 | 제3화 ~ 제4화   | PCXG-50472 | PCBG-52702 |
| 제3권 | 2015년 5월 20일 | 제5화 ~ 제6화   | PCXG-50473 | PCBG-52703 |
| 제4권 | 2015년 6월 3일  | 제7화 ~ 제8화   | PCXG-50474 | PCBG-52704 |
| 제5권 | 2015년 7월 1일  | 제9화 ~ 제10화  | PCXG-50475 | PCBG-52705 |
| 제7권 | 2015년 7월 22일 | 제11화 ~ 제12화 | PCXG-50476 | PCBG-52706 |

## 만화
애니메이션의 방영에 앞서 《월간 코믹 전격 대왕》(KADOKAWA 아스키 미디어 워크스) 2014년 1월 호부터 2016년 1월 호까지 연재되었다. 작화는 히노 히로마.
- 제1권　2014년 11월 27일 발매 ISBN 978-4048668385
- 제2권　2015년 4월 24일 발매 ISBN 978-4048650854
- 제3권　2016년 1월 27일 발매 ISBN 978-4048656450

## 라이트 노벨
《에토타마 ~외전 노벨~》이 포니캔 BOOKS 라이트 노벨 시리즈로 발매했다. 우사땅과 메이땅을 중심으로 한 스핀오프 작품으로 저자는 후지세 마사테루.
- 에토타마 ~외전 노벨~　2015년 5월 3일 발매 ISBN 978-4865291339

## 웹 라디오
〈에토타마 라디오 ~솔랄 달라냐!~〉라는 제목으로 온센에서 전송되었다. ‘일본에서 제일 시끄러운 라디오’를 목표로 하고 있다. 2014년 11월 12일에 예비 전송을 실시한 뒤 같은 해 12월 24일부터 격주 월요일에 갱신, 2015년 3월 30일 제10회 방송부터 매주 월요일에 갱신된다. HiBiKi 라디오 스테이션에서는 같은 해 4월 6일 제11회부터 전송을 시작하였다. 같은 해 6월 29일 제23회 방송부터 격주 월요일에 갱신, 2016년 3월 28일 제41회로 방송 종료.
2016년 3월 27일, 제2회 애니라디 어워드에서 ‘BEST FUNNY RADIO 큰 웃음 라디오 상 (일반 부문)’을 수상했다.
퍼스널리티
- 무라카와 리에 (냐~땅 역) ※제11회, 제35회는 쉼
- 마츠이 에리코 (모~땅 역) ※제32회, 제35회는 쉼
- 하나모리 유미리 (우리땅 역) ※제32회, 제34회는 쉼

게스트
- 제04회 (2015년 1월 5일 전송) - 후치가미 마이 (메이땅 역), 오자와 아리 (우마땅 역)
- 제10회 (2015년 3월 30일 전송) - 아이사카 유카 (우사땅 역)
- 제21회 (2015년 6월 15일 전송) - 사사키 미코이 (피요땅 역)
- 제23회 (2015년 6월 29일 전송) - 타츠미 유이코 (시마땅 역)
- 제24회 (2015년 7월 13일 전송) - 나바타메 히토미 (샤땅 역)
- 제26회 (2015년 8월 10일 전송) - 토다 메구미 (키땅 역)
- 제27회 (2015년 8월 24일 전송) - 혼다 마리코 (이누땅 역)
- 제32회 (2015년 11월 2일 전송) - 우치다 마아야 (도라땅 역), 시모노 히로 (아마토 타케루 역)
- 제34회 (2015년 11월 30일 전송) - 아이사카 유카
- 제35회 (2015년 12월 14일 전송) - 오자와 아리
- 제36회 (2015년 12월 28일 전송) - 오하라 사야카 (츄땅 역)
- 제37회 (2016년 1월 11일 전송) - 토다 메구미

테마 송
- 〈솔랄 달라냐!〉 / 노래 - 에트리얼 (무라카와 리에, 마츠이 에리코, 하나모리 유미리) (11-44회)

관련 상품
- 라디오 CD

| Vol. | 발매일         | 新規撮り下ろし特別版ゲスト | 過去配信回      |
| ---- | -------------- | -------------------------- | --------------- |
| 1    | 2015年05月27日 | 후치가미 마이 (메시지)     | 第0回 - 第9回   |
| 2    | 2015年09月30日 | 타츠미 유이코              | 第10回 - 第19回 |
| 3    | 2016年01月27日 | 아이사카 유카              | 第20回 - 第29回 |
- 파카
  - 에토타마 솔랄 파카

## 니코니코 생방송

### 에토~크!
〈TV 애니메이션 《에토타마》 니코니코 생방송 에토~크!〉라는 제목으로 2014년 11월 12일부터 부정기 전송 중. ‘일본에서 제일 시끄러운 니코니코 생방송’을 목표로 하는 동영상 프로그램. 제1탄의 제목은 〈TV 애니메이션 《에토타마》 니코니코 생방송 (아직 임시 제목이라서 나중에 정식 제목을 생각한다냐)〉. 제2탄부터 〈TV 애니메이션 《에토타마》 니코니코 생방송 에토~크!〉라고 제목이 정해져 다양한 매듭으로 출연자가 토크를 전개. 새 정보를 속속 내놓고 있다.
- 제1탄 - 2014년 11월 12일[9]
  - 출연 - 무라카와 리에, 시모노 히로, 마츠이 에리코, 오자와 아리
  - 모~땅, 우마땅, 우리땅 캐스트 발표.
- 제2탄 - 2014년 12월 3일[10] 【1990연도 태어난 에토 소녀】
  - 출연 - 무라카와 리에, 아이사카 유카, 토다 메구미, 사사키 미코이
  - 우사땅, 키땅, 피요땅 캐스트 발표.
- 제3탄 - 2014년 12월 17일[11] 【쌀을 좋아하는 에토 소녀】
  - 출연 - 무라카와 리에, 타츠미 유이코, 우치다 마아야, 후치가미 마이, 혼다 마리코
  - 시마땅, 도라땅, 메이땅, 이누땅 캐스트 발표.
- 제4탄 - 2015년 1월 14일[12] 【B형 에토 소녀】
  - 출연 - 무라카와 리에, 마츠이 에리코, 타츠미 유이코, 오하라 사야카, 나바타메 히토미
  - 츄땅, 샤땅 캐스트 발표.
- 제5탄 - 2015년 1월 28일[13] 【전골 요리의 재료가 되기 쉬운 에토 소녀】 【에스카 & 로지의 아틀리에 에토 소녀】[주 3]
  - 출연 - 무라카와 리에, 마츠이 에리코, 후치가미 마이, 사사키 미코이, 혼다 마리코
  - OP 테마 가수, ED 테마 가수 발표.
- 제6탄 - 2015년 2월 11일[14] 【P's LIVE 에토 소녀】 【롤링 에토 걸즈】
  - 출연 - 무라카와 리에, 마츠이 에리코, 아이사카 유카, 하나모리 유미리
  - OP 악곡, ED 악곡 해금, 출연 캐스트에 의한 콜 강좌.
- 제7탄 - 2015년 2월 25일[15] 【수험 공부 에토 소녀】
  - 출연 - 무라카와 리에, 타츠미 유이코, 후치가미 마이
  - PV 2D 파트 편 공개, TV 애니메이션 방송사 발표.
- 제8탄 - 2015년 3월 11일[16] 【오타쿠 에토 소녀】
  - 출연 - 무라카와 리에, 마츠이 에리코, 아이사카 유카, 토다 메구미
  - 이벤트 정보, 외전 노벨, 캐릭터 송 발매 발표.
- 제9탄 - 2015년 4월 1일[17] 【정직한 에토 소녀】
  - 출연 - 무라카와 리에, 마츠이 에리코, 타츠미 유이코, 혼다 마리코
  - 이벤트 정보, 주제가 CD 상세 등.
- 제10탄 - 2015년 4월 15일[18] 【여유 에토 소녀】
  - 출연 - 무라카와 리에, 마츠이 에리코, 아이사카 유카, 하나모리 유미리
  - 공개 니코니코 생방송, 제1화를 돌아보는 토크.
- 제11탄 - 2015년 4월 27일[19] 【정열 에토 소녀】
  - 출연 - 타츠미 유이코, 아이사카 유카, 사사키 미코이, 혼다 마리코
  - 제2화 ~ 제3화를 돌아보는 토크.
- 제12탄 - 2015년 5월 17일[20] 【5월병 에토 소녀】
  - 출연 - 무라카와 리에, 타츠미 유이코, 아이사카 유카
  - 공개 니코니코 생방송, 제4화 ~ 제6화를 돌아보는 토크.
- 제13탄 - 2015년 5월 24일[21] 【올해의 에토 소녀】
  - 출연 - 무라카와 리에, 후치가미 마이, 혼다 마리코, 토다 메구미
  - 공개 니코니코 생방송, 제7화를 돌아보는 토크.
- 제14탄 - 2015년 6월 7일[22] 【수호지와 출신지가 겹치는 에토 소녀】
  - 출연 - 무라카와 리에, 마츠이 에리코, 타츠미 유이코, 사사키 미코이
  - 공개 니코니코 생방송, 제8화 ~ 제9화를 돌아보는 토크.
- 제15탄 - 2015년 6월 21일[23] 【결말이 아직 정해지지 않은 에토 소녀】 → 【에토타마에 나오는 에토 소녀】
  - 출연 - 무라카와 리에, 아이사카 유카, 오자와 아리, 하나모리 유미리
  - 공개 니코니코 생방송, 제10화 ~ 제11화를 돌아보는 토크.
- 제16탄 - 2015년 7월 5일[24] 【울트라 크리에이티브 에토 소녀】
  - 출연 - 무라카와 리에, 마츠이 에리코, 아이사카 유카, 후치가미 마이
  - 공개 니코니코 생방송.
- 제17탄 - 2015년 10월 6일[25] 【기억을 잃은 에토 소녀 (임시)】
  - 출연 - 무라카와 리에, 마츠이 에리코, 타츠미 유이코, 사사키 미코이
  - 애니메이션 재방송 정보, 이벤트 정보, 굿즈 정보 등.
- 제18탄 - 2015년 11월 5일[26] 【하찮은 프로그램 에토 소녀】
  - 출연 - 무라카와 리에, 후치가미 마이, 혼다 마리코, 토다 메구미
  - 애니메이션 재방송 정보, 이벤트 정보, 굿즈 정보 등.
- 제19탄 - 2015년 12월 3일[27] 【THE END OF 2015 에토 소녀】
  - 출연 - 무라카와 리에, 마츠이 에리코, 아이사카 유카, 하나모리 유미리
  - 2015년 《에토타마》를 돌아보는 토크.

#### 에피소드
- 서두는 주로 무라카와 리에의 1인 콩트부터 시작한다.
- 전송되는 시간대는 21시부터 22시가 대부분이지만 연장하는 일도 많다. 그래서 18세 미만인 하나모리 유미리는 우리땅의 캐스트 발표 때에도 출연하지 못했다.
- 하나모리 유미리는 제6탄의 P's LIVE 에토 소녀에 시간 제한 조건으로 첫 출연했다.
- 제7탄의 수험 공부 에토 소녀에서 출연 캐스트에게 10문제의 시험 문제가 주어졌다. 이 시험에서 최고점을 딴 후치가미 마이는 【미디어 크리에이티브 디렉터 에토 소녀】에 취임. 2위인 타츠미 유이코는 【듣는 사람】에, 최하위인 무라카와 리에는 【‘에토타마 여자 대학’ 재수생】이 되었다. 이 설정에 의한 캐스트 인터뷰가 애니메이션 공식 사이트의 특별 페이지에서 공개되고 있다[28].
- 제9탄에서는 무라카와 리에가 목을 다친 상태였으나 화이트 보드에 글자를 쓰는 형식으로 출연했다.
- 제10탄이 프로그램 첫 니코니코 생방송이 되었다.
- 제11탄은 무라카와 리에가 출연하지 않고 대신 타츠미 유이코가 대부분의 콩트나 주요 진행 역을 맡았다.
- 제13탄의 공개 니코니코 생방송에서는 올해의 간지인 메이땅 역의 후치가미 마이가 메이땅의 코스프레를 하고 등장. 회장에서는 《에토타마》의 굿즈와 함께 후치가미의 사진집 〈아오이토리〉도 판매되었다.
- 제16탄으로 일단 마무리되었지만 2015년 10월부터 애니메이션 재방송이 시작되자 이달 6일(제17편)에 부활했다.

### 상영회
코멘트 실황 캐스트
- 제1화 - 무라카와 리에, 마츠이 에리코, 아이사카 유카, 토다 메구미, 사사키 미코이, 혼다 마리코
- 제2화 - 무라카와 리에, 마츠이 에리코, 아이사카 유카
- 제4화 - 아이사카 유카, 사사키 미코이, 혼다 마리코
- 제5화 - 마츠이 에리코, 아이사카 유카, 혼다 마리코
- 제6화 - 마츠이 에리코, 아이사카 유카, 토다 메구미, 사사키 미코이, 혼다 마리코
- 제7화 - 마츠이 에리코, 아이사카 유카, 토다 메구미, 혼다 마리코
- 제8화 - 아이사카 유카, 사사키 미코이, 혼다 마리코
- 제9화 - 무라카와 리에, 마츠이 에리코, 사사키 미코이, 혼다 마리코
- 제10화 - 무라카와 리에, 마츠이 에리코, 토다 메구미, 혼다 마리코, 아이사카 유카
- 제11화 - 마츠이 에리코, 아이사카 유카, 토다 메구미
- 제12화 - 아이사카 유카, 토다 메구미, 혼다 마리코, 사사키 미코이

## 이벤트
2015년 1월 3일에 열린 캐스트 토크 & 연하장 교환회는 방송 3개월 전의 오리지널 애니메이션 이벤트임에도 300명 이상의 팬이 늘어선 성황이었다.
2015년 3월 22일의 AnimeJapan2015 스테이지에서 같은 해 6월 말까지 30회 이상의 이벤트를 연다고 발표했다.
- 2014년 12월 29일 ChaosTCG제 《에토타마》 토크 스테이지[31]
  - 회장 - 아키하바라 UDX 2F 아키바스퀘어
  - 내용 - 토크쇼
  - 사회 - 제쿠 토루
  - 출연 - 혼다 마리코, 토다 메구미
- 2015년 1월 3일 캐스트 토크 & 연하장 교환회
  - 회장 - 포니캐년 1F 이벤트 스페이스
  - 내용 - 토크쇼 & 교환회
  - 출연 - 무라카와 리에, 마츠이 에리코, 아이사카 유카
- 2015년 1월 18일 신춘 하사 교환회 ~라는 이름의 신년회 2015~[32]
  - 회장 - 신주쿠 로프트 플러스 원
  - 내용 - 토크쇼
  - 사회 - 야마켄, 오이자키 후미토시
  - 출연 - 제쿠 토루, 아카오 데코, 시모노 히로, 나바타메 히토미, 후치가미 마이
- 2015년 3월 8일 P's Live! 02 ~LOVE&P's~[33]
  - 회장 - 요코하마 아레나
  - 내용 - 라이브
  - 출연 - 무라카와 리에, 마츠이 에리코, 아이사카 유카, 하나모리 유미리
- 2015년 3월 21일 AnimeJapan 2015 1일째
  - 회장 - 도쿄 빅 사이트 (도쿄 국제 전시장)
  - 내용 - 토크쇼 & 교환회
  - 출연 - 【시로구미】 토다 메구미 & 혼다 마리코, 【온센】 마츠이 에리코 & 하나모리 유미리
- 2015년 3월 22일 AnimeJapan 2015 2일째[34]
  - 회장 - 도쿄 빅 사이트 (도쿄 국제 전시장)
  - 내용 - 토크쇼 & 교환회
  - 출연 - 【포니캐년】 무라카와 리에 & 마츠이 에리코, 【온센】 아이사카 유카 & 사사키 미코이, 【시로구미】 오자와 아리 & 타츠미 유이코
- RED 스테이지 Program2 인터넷 라디오 스테이션 〈온센〉 봄의 새 프로그램 발표회 & TV 애니메이션 《에토타마》 방송 직전제냐!
  - 내용 - 토크쇼
  - 출연 - 시모노 히로, 무라카와 리에, 오하라 사야카, 마츠이 에리코, 타츠미 유이코, 아이사카 유카, 우치다 마아야, 나바타메 히토미, 오자와 아리, 토다 메구미, 사사키 미코이, 혼다 마리코, 하나모리 유미리
- 2015년 3월 27일 간다묘진 상영회
  - 회장 - 간다묘진 묘진 회관
  - 내용 - 제1화&제2화 선행 상영 & 토크쇼
  - 출연 - 마츠이 에리코, 토다 메구미
- 2015년 4월 12일 Blu-ray & DVD 제1권 발매 기념 이벤트 (전3부)
  - 회장 - 1부: 애니메이트 아키하바라, 2부: AKIHABARA 게이머즈 본점, 3부: 지스토어 아키바 5층 ‘13식 전시 공간’
  - 내용 - 토크쇼 & 교환회
  - 출연 - 무라카와 리에, 마츠이 에리코, 후치가미 마이
- 2015년 4월 15일 Blu-ray & DVD 제1권 발매 기념 공개 니코니코 생방송
  - 회장 - 포니캐년 1F 이벤트 스페이스
  - 내용 - 공개 니코니코 생방송 & 교환회
  - 출연 - 무라카와 리에, 마츠이 에리코, 아이사카 유카, 하나모리 유미리
- 2015년 4월 25일 Blu-ray & DVD 제1권 발매 기념 이벤트 오사카 (전2부)
  - 회장 - 1부: 게이머즈 난바점, 2부: 애니메이트 덴노지점
  - 내용 - 미니 토크 & 교환회
  - 출연 - 무라카와 리에
- 2015년 4월 26일 Blu-ray & DVD 제1권 발매 기념 이벤트 나고야 (전2부)
  - 회장 - 1부: 애니메이트 나고야점, 2부: 게이머즈 나고야점
  - 내용 - 미니 토크 & 교환회
  - 출연 - 무라카와 리에
- 2015년 5월 10일 OP&ED 릴리스 이벤트 (전3부)
  - 회장 - 포니캐년 1F 이벤트 스페이스
  - 내용 - 토크쇼 & 라이브
  - 출연 - 무라카와 리에, 마츠이 에리코, 아이사카 유카, 하나모리 유미리
- 2015년 5월 16일 《에토타마》 컬래버 카페 & 전시회 개최 기념 이벤트
  - 회장 - 지스토어 아키바 5층 ‘13식 전시 공간’
  - 내용 - 토크쇼
  - 출연 - 하나모리 유미리, 마츠이 에리코
- 2015년 5월 17일 Blu-ray & DVD 제2권 발매 기념 이벤트 (전3부)
  - 회장 - 포니캐년 1F 이벤트 스페이스
  - 내용 - 1부·2부: 토크쇼 & 교환회, 3부: 공개 니코니코 생방송 & 교환회
  - 출연 - 무라카와 리에, 타츠미 유이코, 아이사카 유카
- 2015년 5월 24일 Blu-ray & DVD 제3권 발매 기념 이벤트 (전3부)
  - 회장 - 포니캐년 1F 이벤트 스페이스
  - 내용 - 1부·2부: 토크쇼 & 교환회, 3부: 공개 니코니코 생방송 & 교환회
  - 출연 - 무라카와 리에, 후치가미 마이, 토다 메구미, 혼다 마리코
- 2015년 6월 7일 캐릭터 송 미니 앨범 ①/② 발매 기념 이벤트 (전3부)
  - 회장 - 포니캐년 1F 이벤트 스페이스
  - 내용 - 1부·2부: 토크 & 미니 라이브, 3부: 공개 니코니코 생방송 & 미니 라이브
  - 출연 - 무라카와 리에, 타츠미 유이코, 타츠미 유이코, 사사키 미코이
- 2015년 6월 21일 Blu-ray & DVD 제4권 발매 기념 이벤트 (전3부)
  - 회장 - 포니캐년 1F 이벤트 스페이스
  - 내용 - 1부·2부: 토크쇼 & 교환회, 3부: 공개 니코니코 생방송 & 교환회
  - 출연 - 무라카와 리에, 아이사카 유카, 오자와 아리, 하나모리 유미리
- 2015년 7월 4일 《에토타마》 최종회 기념 토크 이벤트
  - 회장 - 도쿄 애니메 센터
  - 내용 - 토크쇼
  - 출연 - 무라카와 리에, 마츠이 에리코
- 2015년 7월 5일 캐릭터 송 미니 앨범 ③/④ 발매 기념 이벤트 (전3부)
  - 회장 - 포니캐년 1F 이벤트 스페이스
  - 내용 - 1부·2부: 토크 & 미니 라이브, 3부: 공개 니코니코 생방송 & 미니 라이브
  - 출연 - 무라카와 리에, 마츠이 에리코, 아이사카 유카, 후치가미 마이
- 2015년 7월 10일 인커리지 프레젠트 vol.24 〈애니메이션 강의 7교시째 (과외 수업) 스태프 투성이의 좌담회 ~에토타마가 이뤄지기까지~〉
  - 회장 - 아사가야 로프트 A
  - 내용 - 에토타마 제작 스태프 투성이의 좌담회! 에토타마에 대해 구석구석까지 이야기 3시간!
  - 사회 - 야마켄, 오이자키 후미토시
  - 출연 - 제쿠 토루, 히라카와 타카미츠
- 2015년 8월 22일 TV 애니메이션 《에토타마》 이벤트 〈ETOTAMA Fes.〉 (전2부)
  - 회장 - 야마노 홀
  - 내용 - 주간부·야간부: 라이브 & 토크
  - 출연 - 무라카와 리에, 마츠이 에리코, 아이사카 유카, 후치가미 마이, 타츠미 유이코, 하나모리 유미리

## 다른 프로그램에서의 광고
- 야마켄과 마에다 노보루의 13일의 ××요일 - 2015년 2월 18일 (니코니코 생방송)
  - 출연 - 아이사카 유카
- 야마켄과 마에다 노보루의 13일의 ××요일 - 2015년 3월 24일 (니코니코 생방송)
  - 출연 - 타츠미 유이코
- 애니메 TV - 2015년 4월 2일 (TOKYO MX, AT-X, 엔터테인먼트~TV)
  - 내용 - 특집 《에토타마》 캐스트 코멘트
  - 출연 - 무라카와 리에
- 월간 부시로드 TV - 2015년 4월 3일, 4월 10일 (TOKYO MX, YouTube 부시로드 채널)
  - 내용 - 《에토타마》 특집 캐스트 출연
  - 출연 - 토다 메구미, 사사키 미코이, 혼다 마리코
- 야마켄과 마에다 노보루의 13일의 ××요일 - 2015년 4월 24일 (니코니코 생방송)
  - 출연 - 토다 메구미
- 【베마스】 온mart presents 성우 버라이어티 침대 위에서 전달합니다! #34 - 2015년 4월 29일 (니코니코 동화)
  - 출연 - 하나모리 유미리
- 요시다 히사노리의 d애니메스토어에서 나이트 (제16회) - 2015년 4월 30일 (니코니코 생방송)
  - 출연 - 마츠이 에리코, 아이사카 유카, 혼다 마리코

## 점포 상영회
TV 애니메이션 방송에 앞서 애니메이트와 게이머즈의 각 점포에서 제1화 선행 상영회가 이뤄졌다. 그리고 2분으로 예정이었으나 10분을 녹화하고 말았다는 출연 캐스트의 코멘트 무비도 상영했다.
- 〈내용〉
  - 【제1화 선행 상영】 【캐스트 스페셜 코멘트 무비 상영】
  - 코멘트 캐스트 - 무라카와 리에 (냐~땅 역), 타츠미 유이코 (시마땅 역), 후치가미 마이 (메이땅 역)
- 2015년 3월 10일 (화)
  - 개장 18:00　개연 18:30 / 애니메이트 요코하마
  - 개장 18:00　개연 18:30 / 애니메이트 오사카 닛폰바시
  - 개장 18:00　개연 18:30 / 애니메이트 나고야
  - 개장 18:30　개연 19:00 / 애니메이트 신주쿠
- 2015년 3월 12일 (수)
  - 개장 17:30　개연 18:00 / 애니메이트 고쿠라
- 2015년 3월 14일 (토)
  - 개장 13:00　개연 13:30 / 애니메이트 센다이
  - 개장 13:00　개연 13:30 / 애니메이트 히로시마
- 2015년 3월 15일 (일)
  - 개장 18:00　개연 18:30 / AKIHABARA 게이머즈 본점
- 2015년 3월 22일 (일)
  - 개장 15:30　개연 16:00 / 게이머즈 난바
- 2015년 3월 28일 (토)
  - 게이머즈 삿포로점·게이머즈 센다이점·게이머즈 하카타점·게이머즈 나고야점

### 주해
1. ↑  本作では岐阜県は東山地方の扱い.
2. ↑  제공, 아이 캐치 A&B 파트, 엔드 카드
3. ↑  애니메이션에서 출연 성우 몇 명이 본 작품과 겹치는 것, 또한 본 작품과 같이 포니캐년이 레이블이라는 인연으로 컬래버래이션 기획이 실현되었다.

### 참고 문헌
1. ↑  音泉10th Anniversary Memorial Photo & Media Book P83에서.
2. 1 2  TVアニメ「えとたま」2015年4月放送開始　白組とタブリエが届けるオリジナル - アニメ!アニメ! (イード), 2014년 11월 13일 보도.
3. ↑  공식 트위터에서.
4. 1 2 3 4 5 6 7 8 9 10 11 12  제 7 화보다.
5. ↑  “온 에어”. 《TV 애니메이션 《에토타마》 공식 웹사이트》. 2015년 2월 26일에 확인함.
6. ↑  “《에토타마》 방송 패키지화”. 아사히 신문 디지털. 2015년 2월 18일.
7. ↑  “에토타마 라디오 ~솔랄 달라냐!~”. 온센. 2016년 2월 27일에 확인함.
8. ↑  “올해의 베스트 애니라디는 이것이다!”. 온센. 2016년 3월 26일에 원본 문서에서 보존된 문서. 2016년 3월 31일에 확인함.
9. ↑  TV 애니메이션 《에토타마》 니코니코 생방송 (아직 임시 제목이라서 나중에 정식 제목을 생각한다냐) - 니코니코 생방송, 2014년 11월 12일 전송.
10. ↑  TV 애니메이션 《에토타마》 니코니코 생방송 에토~크! 제2탄 - 니코니코 생방송, 2014년 12월 3일 전송.
11. ↑  TV 애니메이션 《에토타마》 니코니코 생방송 에토~크! 제3탄 - 니코니코 생방송, 2014년 12월 17일 전송.
12. ↑  TV 애니메이션 《에토타마》 니코니코 생방송 에토~크! 제4탄 - 니코니코 생방송, 2015년 1월 14일 전송.
13. ↑  TV 애니메이션 《에토타마》 니코니코 생방송 에토~크! 【전골 요리의 재료가 되기 쉬운 에토 소녀】 【에스카 & 로지의 아틀리에 에토 소녀】 - 니코니코 생방송, 2015년 1월 28일 전송.
14. ↑  TV 애니메이션 《에토타마》 니코니코 생방송 에토~크! 【P's LIVE 에토 소녀】 - 니코니코 생방송, 2015년 2월 11일 전송.
15. ↑  TV 애니메이션 《에토타마》 니코니코 생방송 에토~크! 【수험 공부 에토 소녀】 - 니코니코 생방송, 2015년 2월 25일 전송.
16. ↑  TV 애니메이션 《에토타마》 니코니코 생방송 에토~크! 【오타쿠 에토 소녀】 - 니코니코 생방송, 2015년 3월 11일 전송.
17. ↑  TV 애니메이션 《에토타마》 니코니코 생방송 에토~크! 【정직한 에토 소녀】 - 니코니코 생방송, 2015년 4월 1일 전송.
18. ↑  TV 애니메이션 《에토타마》 니코니코 생방송 에토~크! 【여유 에토 소녀】 - 니코니코 생방송, 2015년 4월 15일 전송.
19. ↑  TV 애니메이션 《에토타마》 니코니코 생방송 에토~크! 【정열 에토 소녀】 - 니코니코 생방송, 2015년 4월 27일 전송.
20. ↑  TV 애니메이션 《에토타마》 니코니코 생방송 에토~크! 【5월병 에토 소녀】 - 니코니코 생방송, 2015년 5월 17일 전송.
21. ↑  TV 애니메이션 《에토타마》 니코니코 생방송 에토~크! 【올해의 에토 소녀】 - 니코니코 생방송, 2015년 5월 24일 전송.
22. ↑  TV 애니메이션 《에토타마》 니코니코 생방송 에토~크! 【수호지와 출신지가 겹치는 에토 소녀】 - 니코니코 생방송, 2015년 6월 7일 전송.
23. ↑  TV 애니메이션 《에토타마》 니코니코 생방송 에토~크! 【결말이 아직 정해지지 않은 에토 소녀】 - 니코니코 생방송, 2015년 6월 21일 전송.
24. ↑  TV 애니메이션 《에토타마》 니코니코 생방송 에토~크! 【울트라 크리에이티브 에토 소녀】 - 니코니코 생방송, 2015년 7월 5일 전송.
25. ↑  TV 애니메이션 《에토타마》 니코니코 생방송 에토~크! 【기억을 잃은 에토 소녀 (임시)】 - 니코니코 생방송, 2015년 10월 6일 전송.
26. ↑  TV 애니메이션 《에토타마》 니코니코 생방송 에토~크! 【하찮은 프로그램 에토 소녀】 - 니코니코 생방송, 2015년 11월 5일 전송.
27. ↑  TV 애니메이션 《에토타마》 니코니코 생방송 에토~크! 【THE END OF 2015 에토 소녀】 - 니코니코 생방송, 2015년 12월 3일 전송.
28. ↑  “캐스트 인터뷰”. 《TV 애니메이션 《에토타마》 공식 웹사이트》. 2015년 4월 1일에 확인함.
29. ↑  에토타마 라디오 ~솔랄 달라냐!~ 제5회(2015년 1월 19일 전송)에서.
30. ↑  “【AnimeJapan 2015】 시모노 히로, 무라카와 리에가 등단!”. 《코에포타》. 2015년 3월 22일.
31. ↑  ChaosTCG제 스테이지 목록 보관됨 2015-02-18 - 웨이백 머신 - ChaosTCG제 공식 웹사이트.
32. ↑  エンカレッジフィルムズ 過去のイベント 보관됨 2016-05-18 - 웨이백 머신 - エンカレッジフィルムズ 公式サイト.
33. ↑  P's Live! 02 ~LOVE&P's~ 출연 아티스트 《에토타마》 - P's Live! 02 공식 웹사이트.
34. ↑  AnimeJapan2015 RED/GREEN/BLUE 스테이지 보관됨 2015-02-09 - 웨이백 머신 - AnimeJapan2015 공식 웹사이트.